# Lule lunaris
Lule lunaris är en tvåvingeart som beskrevs av Meijere 1916. Lule lunaris ingår i släktet Lule och familjen bredmunsflugor. Inga underarter finns listade i Catalogue of Life.